# 江上寛通
江上 寛通（えがみ ひろみち、1981年〈昭和56年〉12月 - ）は、日本の化学者（有機合成化学・有機金属化学・触媒化学）。学位は、博士（理学）（九州大学・2009年）。静岡県立大学薬学部准教授・大学院薬学研究院准教授。
ERATO袖岡生細胞分子化学プロジェクトグループリーダー、静岡県立大学薬学部講師などを歴任した。

## 来歴

### 生い立ち
1981年（昭和56年）12月に生まれた。国が設置・運営する九州大学に進学し、理学部の化学科にて学んだ。2004年（平成16年）3月、九州大学を卒業した。それに伴い、学士（理学）の学位を取得した。さらに九州大学の大学院に進学し、理学府の分子化学専攻にて学んだ。在学中に「Studies on use of hydrogen peroxide for green asymmetric oxidation」と題した博士論文を執筆した。2009年（平成21年）3月、九州大学の大学院における博士課程を修了した。それに伴い、同年3月24日に博士（理学）の学位を取得した。

### 化学者として
独立行政法人である科学技術振興機構の「ERATO」にて、袖岡幹子が主宰する袖岡生細胞分子化学プロジェクトに参画することになり、2009年（平成21年）4月より博士研究員として着任した。2012年（平成24年）4月にはグループリーダーとなった。2013年（平成25年）10月、県と同名の公立大学法人により設置・運営される静岡県立大学に転じ、薬学部の助教として着任した。2016年（平成28年）12月には、静岡県立大学の薬学部にて講師に昇任した。2020年（令和2年）10月、静岡県立大学の薬学部にて准教授に昇任した。薬学部においては、主として薬科学科の講義を担当し、医薬品創製化学分野を受け持った。また、静岡県立大学の大学院においては、薬学研究院の准教授を兼務した。なお、静岡県立大学の大学院では一部に研究院・学府制が導入されていることから、薬食生命科学総合学府の講義を担当し、医薬品創製化学教室を受け持った。

## 研究
専門は化学であり、特に有機合成化学、有機金属化学、触媒化学、といった分野の研究に従事した。酵素に着想を得て、金属錯体を利用する新たな触媒の開発に取り組んでいた。また、分子設計に基づいた有機合成反応の開発にも取り組んでいた。そのほか、反応機構の解析に基づいた反応駆動原理の研究にも取り組んだ。
2015年（平成27年）には内藤コンファレンスにて優秀ポスター賞を授与された。また、2016年（平成28年）の日本化学会の春季年会にて「新規相間移動触媒を用いる不斉フルオロラクトン化反応」と題した発表を行い、優秀講演賞（学術）を授与された。さらに、「アルキルアミン誘導体の選択的C-Hフッ素化反応の開発」での業績に対して、2016年（平成28年）に有機合成化学協会の東レ研究企画賞が授与された。加えて、「炭素−炭素多重結合および炭素−水素結合に対するフッ素官能基導入反応の開発」が評価され、2019年（平成31年）3月20日に日本薬学会より奨励賞を授与された。なお、この成果は『Chemical and Pharmaceutical Bulletin』誌上にて「Fluorofunctionalizations of C–C Multiple Bonds and C–H Bonds」として発表された。
学術団体としては、日本薬学会、日本化学会、日本フッ素化学会、有機合成化学協会、などに所属した。

## 略歴
- 1981年 - 誕生[1]。
- 2004年 - 九州大学理学部卒業[2]。
- 2009年 - 九州大学大学院理学府博士課程修了[2]。
- 2009年 - ERATO袖岡生細胞分子化学プロジェクト博士研究員[5]。
- 2012年 - ERATO袖岡生細胞分子化学プロジェクトグループリーダー[5]。
- 2013年 - 静岡県立大学薬学部助教[5]。
- 2016年 - 静岡県立大学薬学部講師[5]。
- 2020年 - 静岡県立大学薬学部准教授[5]。

## 賞歴
- 2015年 - 内藤コンファレンス優秀ポスター賞[8]。
- 2016年 - 日本化学会春季年会優秀講演賞（学術）[9]。
- 2016年 - 有機合成化学協会東レ研究企画賞[10]。
- 2019年 - 日本薬学会奨励賞[11]。

### 註釈
1. ↑  九州大学は、2004年に国から国立大学法人九州大学に移管された。
2. ↑  独立行政法人科学技術振興機構は、2015年に国立研究開発法人科学技術振興機構に改組した。

## 関連人物
- 濱島義隆